# Howiesons Poort
Howiesons Poort (chiamato anche HP) è un periodo culturale sviluppatosi durante l'età della pietra africana che prende il nome dal sito archeologico di Howieson’s Poort Shelter, nei pressi di Grahamstown, in Sudafrica. Una ricerca pubblicata nel 2008 ha dimostrato che durò circa 5000 anni, tra i 65800 ed i 59500 anni fa circa.
I resti umani risalenti a questo periodo, come quelli di Stillbay, mostrano i segni dell'utilizzo del simbolismo e dello scambio culturale di doni.
La cultura di Howiesons Poort è caratterizzata da arnesi che sembrano anticipare molte delle caratteristiche tipiche del paleolitico superiore, che iniziò 25000 anni dopo, ovvero 40000 anni fa. La cultura di Howiesons Poort è stata descritta come sia "moderna" sia "non-moderna".

## Datazione
Recenti ricerche che utilizzano la datazione a luminescenza stimolata otticamente datano questi reperti da 64800 a 59500 anni fa, con una durata quindi di 5300 anni. Questa datazione coincide con lo stadio isotopico marino OIS4, che rappresenta un periodo arido ed un livello del mare in discesa in Africa meridionale.
Nell'età della pietra sudafricana, questa cultura segue di 7000 anni quella di Stillbay. Numerosi sono i siti a lei collegata, non solo in Sudafrica ma anche in Namibia e Zimbabwe.
I manufatti di questo periodo furono descritti la prima volta nel 1927 dal reverendo P. Stapleton, insegnante gesuita dello St Aidan's College, e da John Hewitt, zoologo e direttore del locale Albany museum. Il nome del periodo fu dato a questi ritrovamenti da AJH Goodwin e Clarence van Riet Lowe nel 1929. Fino alla metà degli anni settanta, la cultura di Howieson's Poort fu considerata una variante del Magosiano, e quindi cronologicamente situata tra l'età della pietra media e quella tarda.

## Tecnologia
Howiesons Poort è associata a vari manufatti. I più famosi sono delle armi complesse, fatte di lame “geometriche” unite tra loro grazie ad ocra riscaldata e ad un composto di gomma collosa. Queste lame sono a volte chiamate segmenti, mezzelune o lune, e sono il tipo di fossile utilizzato per identificare una data tecnologia come Howiesons Poort. I residui organici conservatisi sulla punta di questi arnesi in pietra mostrano non solo che erano uniti tra loro, ma anche che erano utilizzati come armi da caccia.
In un sito legato a questo periodo, la grotta Sibudu, è stata trovata la più antica freccia d'osso ed il più antico ago d'osso. La presenza di un'alta percentuale di resti di piccole antilopi hanno fatto pensare all'uso di trappole.
Le pietre di grana fine quali silici e quarzi sono la base di una grande percentuale di manufatti di Howiesons Poort, oltre che di altre culture dell'età della pietra. Gli arnesi di Howiesons Poort non sembrano molto diversi come forma da quelli della tarda età della pietra, come quelli creati dalla cultura di Wilton, anche se tendono ad essere più grandi, ma comunque più piccoli di quelli costruiti da altre culture dall'età della pietra media. Sono stati descritti da Vishnyatsky come ‘completamente in stile “paleolitico superiore” in qualsiasi senso tecnologico o per tipologia'. La produzione del periodo Howiesons Poort è anomala non solo per il suo aspetto, che Vishnyatsky definisce ‘precursore dei tempi’, ma perché fu sostituita da quelle della media età della pietra, simili a quelle che precedettero Howiesons Poort. Questo cambio sembra essere stato graduale.

## Simbolismo
Come la precedente cultura di Stillbay, la Howiesons Poort ha prodotto oggetti simbolici come l'ocra incisa, gusci di uova di struzzo e conchiglie. C'è in particolare un'abbondanza nell'uso dell'ocra come pigmento, e questo fatto è stato interpretato come segno di una cultura dotata di un simbolismo incredibilmente complesso.
È stato anche fatto notare che “non solo l'ocra veniva raccolta e portata presso il sito archeologico, ma esistono prove del fatto che l'ocra fosse resa in forma di matite e polverizzata per l'uso. L'ocra potrebbe aver avuto numerosi usi, ma forse il principale era la decorazione del corpo, e quindi sarebbe servita per un fine simbolico”.

## Scomparsa
La cultura di Howiesons Poort non sopravvisse, e questo ha portato a chiedersene il motivo. Ad esempio Lyn Wadley ha notato che “se la famosa produzione di lame di Howiesons Poort fosse stata un importante segno del comportamento umano moderno, è difficile spiegare perché sarebbe durata per oltre 20000 anni prima di essere sostituita da una tecnologia più antica”.
È stato ipotizzato che le lame abbiano giocato un ruolo importante nello scambio di doni di equipaggiamento di caccia, e che questo sarebbe finito col cambio culturale che rese inutile questa manifattura. Questa idea è sostenuta dal fatto che il trasporto su lunghe distanze di materie prime non disponibili localmente (che questo scambio di regali avrebbe incoraggiato) si sarebbe ridotto dopo il periodo di Howiesons Poort.
Mentre la fine di questa cultura potrebbe essere legata ai cambiamenti climatici, sembra improbabile dato che non esistono tracce di eventi climatici in grado di giustificarla.
(Zenobia Jacobs e colleghi, Science 2008)

## Siti archeologici
- Sudafrica[15]
  - Klasies River Caves[18]
  - Howieson’s Poort Shelter
  - Sibudu Cave
  - Peers Cave
  - Diepkloof Rock Shelter
  - Nelson Bay Cave
  - Boomplaas
  - Border Cave
  - Umhlatuzana
  - Rose Cottage Cave
  - Cave of Hearths
  - Sehonghong. Moshebi's Shelter /Ntloana Tsoana
  - Montagu
- Namibia[15]
  - Apollo 11
  - Aar l
  - Bremen IC
  - Haalenberg
  - Pockenbanck
- Zimbabwe[15]
  - Matopos : Nswatugi